# ギュスターヴ・シャルパンティエ
ギュスターヴ・シャルパンティエ（Gustave Charpentier, 1860年6月25日 - 1956年2月18日）は、フランスのオペラ作曲家、指揮者、台本作家。

## 略歴
モゼル県ディウーズにてパン職人の家庭に生まれる。リールの音楽学校に学んだ後、1881年にパリ音楽院に入学。ジュール・マスネに作曲を師事し、1887年にカンタータ《ディドー》（Didon ）でローマ大賞を受賞。ローマ滞在中に交響詩《イタリアの印象》（Impressions d'Italie ）を作曲し、オペラ《ルイーズ》（Louise ）の台本作成と作曲にも着手した。
帰国後は、ボードレールやヴォルテールのテクストにより歌曲の作曲を続けていたが、ようやく《ルイーズ》が完成すると、パリのオペラ＝コミック座に受理され、公演の準備が進められた。このオペラは、パリの労働階級の日常を写実的に描き出しているので、フランスにおける最初のヴェリズモ・オペラと見なされることがある。《ルイーズ》は1900年2月2日にアンドレ・メサジェの指揮で初演され、オペラ＝コミック座で20世紀で最初に上演された新作オペラとなった。この作品はたちまち成功を収め、世界各地で演奏されるようになり、ギュスターヴ・シャルパンティエの名を広めた。また、当時の上演で主役を演じた、スコットランド出身の名ソプラノ、メアリー・ガーデンにとってもルイーズは当たり役となった。 1939年にはグレース・ムーアの主演で映画化もされた。《ルイーズ》は今日なお時おり上演されるだけでなく、このオペラのアリア《その日から》（Depuis le jour ）は、ソプラノのリサイタルの演目としても人気がある。
1902年にシャルパンティエはミミ・パンソン音楽院（Conservatoire Populaire Mimi Pinson）を開設し、パリの職業婦人に無料で芸術教育を行おうとした。しかしながら作曲家としては不毛になっていた。《ルイーズ》の続編《ジュリアン》は、1913年の初演では《ルイーズ》ほどの大成功をおさめず、すぐに忘れられた。シャルパンティエは、その後ほとんど作曲しなくなった。

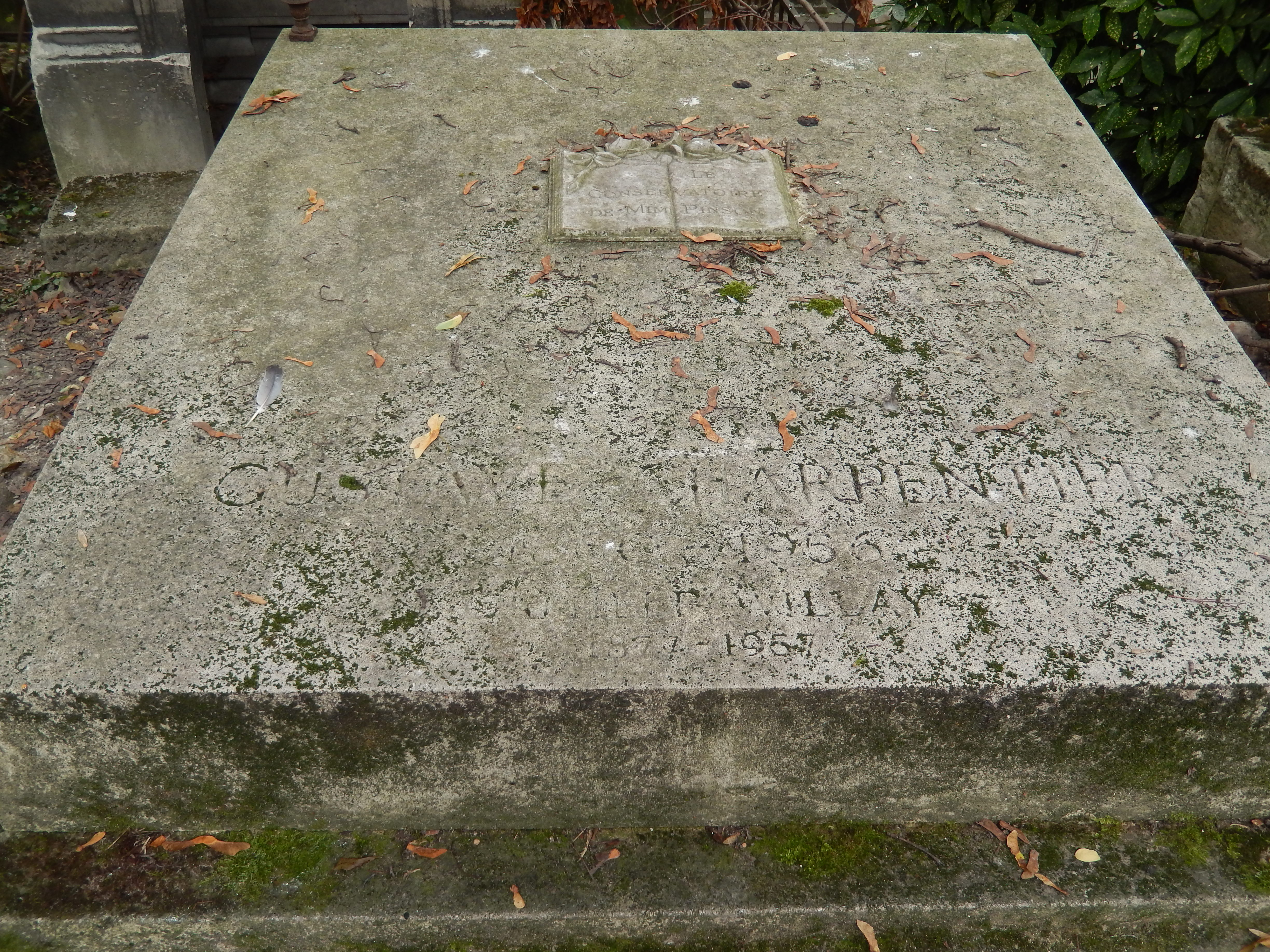
ペール・ラシェーズ墓地にあるシャルパンティエの墓石

ただし、第一次世界大戦時に負傷兵のための音楽会を主宰し、自作の指揮も行うなど隠棲することはなかった。1900年にレジオンドヌール勲章を授与され、その後1930年にコマンドゥール、1950年にグラントフィシエを授与されている。1956年にパリでシャルパンティエは95歳の天寿を全うした。パリのペール・ラシェーズ墓地に埋葬されている。

## 作品

### オペラ作品
- ルイーズ　Louise – 1900年
- ジュリアン、または詩人の生活（英語版）　Julien, ou La vie du poète – 1913年
- 下町の恋模様　L'amour au faubourg – 1913年(未完)
- オルフェ　Orphée – 1931年 (未完)
- エロス　Eros (未完)
- ジュリー　Julie  (未完)

### 管弦楽曲
- 組曲「イタリアの印象」- 1887年-1890年、1913年改訂

### 合唱曲
- 交響劇「詩人の生涯」– 1892年
- 狂った印象 – 1894年
- ヴァトーに寄せるセレナード – 1896年

### 歌曲
- 悪の華（4曲）- 1895年